# La joia
La joia è l'album in studio di debutto della cantante spagnola Bad Gyal, pubblicato il 26 gennaio 2024 dalle etichette discografiche Universal Latin e Interscope Records.

## Tracce
1. Intro – 1:09 (Alba Farelo, Merca Bae, Fakeguido)
2. Mi lova (feat. Myke Towers) – 3:39 (Alba Farelo, Michael Towers, Jeremy Ayala, Caleb Calloway, Andrea de Castro, Alejandro Ramírez, Jorge Pizarro)
3. Give Me – 2:45 (Alba Farelo, Josías de la Cruz, Scott Storch)
4. Bota niña (feat. Anitta) – 3:29 (Alba Farelo, Anitta, Gabriel do Borel, LNK, Danny Wolf, Fagu, Pablo Díaz-Reixa)
5. La que no se mueva (feat. Tommy Lee Sparta) – 3:27 (Alba Farelo, Marco Borrero)
6. Perdió este culo – 2:39 (Alba Farelo, Marco Borrero)
7. Sin carné – 1:57 (Alba Farelo, Pablo Díaz-Reixa, Jasper Harris)
8. Bad Boy (feat. Ñengo Flow) – 3:25 (Alba Farelo, Edwin Vázquez, Lil Geniuz)
9. Skit – 1:32 (Merca Bae, SHB, Fakeguido)
10. Chulo pt. 2 (feat. Tokischa e Young Miko) – 3:38 (Alba Farelo, Tokischa Peralta, María Ramírez de Arellano, Marco Borrero, Mauro Ramírez)
11. Así soy (feat. Morad) – 3:14 (Alba Farelo, Morad El Khattouti, SHB, Nuviala, Scar)
12. Sexy – 2:39 (Fakeguido)
13. Pop pop – 2:13 (Alba Farelo, Scott Storch, Josías de la Cruz)
14. Real G (feat. Quevedo) – 3:11 (Alba Farelo, Pedro Domínguez, Alejandro Ramírez)
15. Otra vez más – 2:33 (Alba Farelo, Alejandro Ramírez)

## Classifiche
| Classifica (2024) | Posizione massima |
| ----------------- | ----------------- |
| Spagna            | 1                 |